# Mathias Brugger
Pour les articles homonymes, voir Brügger.
Mathias Brugger (né le 6 août 1992 à Illertissen) est un athlète allemand spécialiste du décathlon.

## Carrière
Le 19 mars 2016, Mathias Brugger remporte la médaille de bronze sur l'heptathlon lors des championnats du monde en salle de Portland. Avec 6 126 pts (PB), il est devancé par l'Américain Ashton Eaton (6 470 pts) et l'Ukrainien Oleksiy Kasyanov (6 182 pts).
Le 7 mai 2017, il porte son record personnel du décathlon à 8 031, notamment à 3 records personnels (110 m haies, perche et poids), malgré des contre-performances.

## Palmarès
| Date | Compétition                    | Lieu      | Résultat | Épreuve    | Points    |
| ---- | ------------------------------ | --------- | -------- | ---------- | --------- |
| 2011 | Championnats d'Europe juniors  | Tallinn   | 2e       | Décathlon  | 7 853 pts |
| 2015 | Championnats d'Europe en salle | Prague    | 11e      | Heptathlon | 5 846 pts |
| 2016 | Championnats du monde en salle | Portland  | 3e       | Heptathlon | 6 126 pts |
| 2016 | Championnats d'Europe          | Amsterdam | 9e       | Décathlon  | 7 886 pts |
| 2017 | Championnats d'Europe en salle | Belgrade  | 8e       | Heptathlon | 5 954 pts |
| 2017 | Championnats du monde          | Londres   | —        | Décathlon  | DNF       |
| 2018 | Hypo-Meeting                   | Götzis    | 5e       | Décathlon  | 8 304 pts |
| 2018 | Championnats d'Europe          | Berlin    | —        | Décathlon  | DNF       |
| 2019 | Multistars                     | Lana      | 3e       | Décathlon  | 7 927 pts |
| 2019 | Hypo-Meeting                   | Götzis    | 11e      | Décathlon  | 8 060 pts |

## Records
| Épreuve           | Performance   | Lieu           | Date                    |
| ----------------- | ------------- | -------------- | ----------------------- |
| 100 mètres        | 10 s 89       | Götzis         | 27 mai 2017             |
| 400 mètres        | 47 s 29       | Götzis         | 27 mai 2017             |
| 1 500 mètres      | 4 min 28 s 05 | Filderstadt    | 23 mai 2010             |
| 110 m haies       | 14 s 06       | Götzis         | 28 mai 2017             |
| Saut en hauteur   | 2,05 m        | Marbourg       | 26 juillet 2014         |
| Saut à la perche  | 5,00 m        | Mannheim Halle | 1er mai 2014 7 mai 2017 |
| Saut en longueur  | 7,46 m        | Filderstadt    | 22 mai 2010             |
| Lancer du poids   | 15,92 m       | Berlin         | 7 août 2018             |
| Lancer du disque  | 47,09 m       | Filderstadt    | 23 mai 2010             |
| Lancer du javelot | 57,35 m       | Amsterdam      | 6 juillet 2016          |
| Décathlon         | 8 304 pts     | Götzis         | 27 mai 2018             |

| Épreuve          | Performance   | Lieu     | Date            |
| ---------------- | ------------- | -------- | --------------- |
| 60 mètres        | 7 s 05        | Prague   | 7 mars 2015     |
| Saut en longueur | 7,36 m        | Belgrade | 4 mars 2017     |
| Lancer du poids  | 15,39 m       | Tallinn  | 6 février 2015  |
| Saut en hauteur  | 2,06 m        | Hambourg | 30 janvier 2016 |
| 60 mètres haies  | 8 s 15        | Tallinn  | 7 février 2015  |
| Saut à la perche | 5,10 m        | Portland | 19 mars 2016    |
| 1 000 mètres     | 2 min 34 s 10 | Portland | 19 mars 2016    |
| Heptathlon       | 6 126 pts     | Portland | 19 mars 2016    |